# Nadmanganiany
Nadmanganiany (nazwa systematyczna: tetraoksydomanganiany(1−); w systemie Stocka: manganiany(VII)) – związki nieorganiczne, sole nietrwałego kwasu nadmanganowego (HMnO4), występującego wyłącznie w roztworach wodnych. Mają postać fioletowych kryształów, które rozpuszczają się w wodzie.

## Otrzymywanie
Wodny roztwór kwasu nadmanganowego można otrzymać poprzez stechiometryczny dodatek kwasu siarkowego do roztworu nadmanganianu baru:
Ba(MnO
4)
2 + H
2SO
4 → BaSO
4 + 2HMnO
4
Inną metodą jest utlenienie związków manganu na II stopniu utlenienia silnymi utleniaczami, takimi jak PbO
2:
2MnSO
4 + 5PbO
2 + 3H
2SO
4 → 2HMnO
4 + 5PbSO
4 + 2H
2O
Manganiany(VI), takie jak K
2MnO
4, są stabilne wyłącznie w roztworach silnie zasadowych (pH>13), w bardziej kwasowych roztworach dysproporcjonują do jonu nadmanganianowy i MnO
2:
3MnO2−
4 + 4H+
  →  2MnO2−
4 + MnO
2↓ + 2H
2O

## Właściwości
Roztwory nadmanganianów posiadają intensywną, różowofioletową barwę, związaną z przejściem typu charge transfer w jonie MnO−
4. W roztworach kwaśnych redukują się do soli manganowych(II), zawierających jon Mn2+
:
MnO−
4 + 8H+
 + 5e−
 → Mn2+
 + 4H
2O
Roztwory Mn2+
 są bezbarwne. Fakt ten wykorzystywany jest w manganometrii, za pomocą której można miareczkować szereg substancji utlenianych w środowiskach kwasowych.
W roztworach obojętnych lub słabo zasadowych redukują się do tlenku manganu(IV):
MnO−
4 + 2H
2O + 3e−
 → MnO
2 + 4OH−

a w roztworach zasadowych do manganianów(VI):
MnO−
4 + e−
 → MnO2−
4

## Zastosowanie
Stosowane jako utleniacze, środki dezynfekujące i antyseptyczne, w obróbce metali. Były wykorzystywane jako składniki paliw rakietowych przez Luftwaffe (mieszanina nadmanganianu wapnia z nadtlenkiem wodoru):
Ca(MnO
4)
2 + 5H
2O
2 → Ca(OH)
2 + 2MnO + 4H
2O + 5O
2

## Związki
- nadmanganian potasu, KMnO4
- nadmanganian amonu, NH4MnO4
- nadmanganian wapnia, Ca(MnO4)2